# اسکات اسنایدر
اسکات اسنایدر نویسنده‌ای آمریکایی است. وی نخستین بار به خاطر مجموعه داستان کوتاه Voodoo Heart در سال ۲۰۰۶ توسط مخاطبان شناخته شد. از آثار کمیک بوکی وی می‌توان به خون‌آشام آمریکایی، کمیک‌های کارآگاه، بتمن نیو۵۲، بتمن: دروازه‌های گاتهام، آل استار بتمن، سوامپ ثینگ، کشور کشف نشده، لیگ عدالت (۲۰۱۸)، شب‌های تاریک: متال، بتمن: آخرین شوالیه روی زمین و شماره ۳۰۰ از سری کمیک‌های اسپاون اشاره کرد..

## اوایل زندگی
در سن نه سالگی، اسنایدر در یک اردوگاه تابستانی حضور یافت که یکی از مربیان کتاب چشمان اژدها اثر استفان کینگ در طی تابستان به او خواند، تجربه ای که اسنایدر می‌گوید «علاقهٔ من به نویسندگی از آن کتاب آغاز شد» وی همچنین تحت تأثیر نوشته‌های دنیس جانسون، ریموند کارور، ریک باس، جوی ویلیامز، الیزابت مک کاراکن، استفان کینگ، توبیاس وولف و جورج ساندرز قرار گرفت. جالب است که او در کمیک خون‌آشام آمریکایی با استفان کینگ همکاری داشته. از بین نویسندگان کمیک، او به آلن مور که بهترین کمیک تاریخ اثر اوست و همین‌طور فرانک میلر که یکی از بهتر ارجین‌های بتمن یعنی بتمن: سال اول را نوشت، بسیار علاقه‌مند است.